# Nuncjatura Apostolska na Malcie
Nuncjatura Apostolska na Malcie – misja dyplomatyczna Stolicy Apostolskiej w Republice Malty. Siedziba nuncjusza apostolskiego mieści się w Rabacie. Obecnym nuncjuszem jest Włoch abp Alessandro D’Errico. Pełni on swą funkcję od 27 kwietnia 2017.
Nuncjusz apostolski pełni tradycyjnie godność dziekana korpusu dyplomatycznego akredytowanego na Malcie od momentu przedstawienia listów uwierzytelniających.
Oprócz Republiki Malty nuncjusz apostolski akredytowany jest w Państwie Libia.

## Historia
Rok po uzyskaniu przez Maltę niepodległości, 15 grudnia 1965, papież Paweł VI utworzył Nuncjaturę Apostolską na Malcie.
Od 18 marca 1995 nuncjusz apostolski na Malcie akredytowany jest również w Libii.

## Nuncjusze apostolscy na Malcie
- abp Martin John O’Connor (1965–1969) Amerykanin; równoczesne przewodniczący Papieskiej Komisji ds. Środków Społecznego Przekazu
- abp Saverio Zupi (1969) Włoch
- abp Giuseppe Mojoli (1969–1971) Włoch
- abp Edoardo Pecoraio (1971–1974)
- abp Antonio del Giudice (1974–1978) Włoch
- abp Pier Luigi Celata (1985–1995) Włoch; od 1988 także nuncjusz apostolski w San Marino i od 1992 także nuncjusz apostolski w Słowenii
- abp José Sebastián Laboa Gallego (1995–1998) Hiszpan
- abp Luigi Gatti (1998–2001) Włoch
- abp Luigi Conti (2001–2003) Włoch
- abp Félix del Blanco Prieto (2003–2007) Hiszpan
- abp Tommaso Caputo (2007–2012) Włoch
- abp Aldo Cavalli (2013–2015) Włoch
- abp Mario Roberto Cassari (2015–2017) Włoch
- abp Alessandro D’Errico (2017–2022) Włoch
- abp Savio Hon Tai-Fai (od 2022) Chińczyk